# Cantonul Le Mayet-de-Montagne
Cantonul Le Mayet-de-Montagne este un canton din arondismentul Vichy, departamentul Allier, regiunea Auvergne, Franța.

## Comune
- Arronnes
- La Chabanne
- Châtel-Montagne
- Ferrières-sur-Sichon
- La Guillermie
- Laprugne
- Lavoine
- Le Mayet-de-Montagne (reședință)
- Nizerolles
- Saint-Clément
- Saint-Nicolas-des-Biefs